# Ministerio de Desarrollo Regional y Administración Pública (Rumania)
El Ministerio de Desarrollo Regional y Administración Pública de Rumania (en rumano: Ministerul Dezvoltării Regionale și Administrației Publice) es una institución de la administración pública central rumana, subordinado al Gobierno de Rumania, creada el 23 de diciembre de 2009, como un departamento ministerial en el segundo gabinete de Emil Boc. El ministerio fue creado a raíz de una fusión entre el antiguo Ministerio de Desarrollo Regional y Vivienda y el antiguo Ministerio de Turismo.